# Pałac Symonowiczów w Warszawie
Pałac Symonowiczów (nazywany także pałacem Szymonowiczów lub domem Szymonowicza) – pałac znajdujący się w Warszawie przy ul. Solec 37.

## Opis
Dokładna data budowy pałacu nie jest znana, lecz pewne jest, że powstał przed rokiem 1762. Zbudowany w stylu barokowym według projektu francuskiego architekta Pierre Ricaud de Tirregaile. W roku 1770 jego właścicielem został nobilitowany w 1768 roku Ormianin baron Simon de Symonowicz.
W XIX wieku często zmieniali się właściciele pałacu, przez co znacznie podupadł. Podczas powstania warszawskiego w jego rejonie toczyły się ciężkie walki, zaś on sam posłużył jako szpital powstańczy. Zniszczony podczas wojny, został odbudowany w 1951. Obecnie mieści się w nim przedszkole Nr 122. 